# Гугенотский крест

Гугенотский крест

Гугено́тский крест — христианский религиозный символ, возникший во Франции и являющийся одним из наиболее опознаваемых и популярных символов Реформатской веры. Крест также является частью логотипа Реформатской церкви Франции (фр. L’Eglise Réformée de France, ÉRF).
Считается, что крест придумал и изготовил золотых и серебряных дел мастер Мистр из Нима в 1688 году. За основу был взят Мальтийский крест. После отмены Нантского эдикта крест вошёл в общее обращение среди гугенотов как подтверждение веры владельца. Подвесной голубь был добавлен как символ Святого Духа, но из-за ужасных преследований его заменяли жемчугом, символизирующим слезу.

## Символика
Символика Гугенотского креста особенно богата.
- Крест как выдающийся символ христианской веры представляет не только смерть Христа, но также победу над смертью и нечестивостью. То же самое символизирует Мальтийский крест.
- Восемь точек символизируют восемь евангельских заповедей блаженства (Мф. 5:3—12)
- Четыре геральдических лилии символизируют четыре Евангелия Нового Завета. Каждая лилия имеет три лепестка, всего двенадцать лепестков — по числу апостолов.
- Пространство между лилиями, напоминающее сердце, олицетворяет верность. Считают, что такой была печать Жана Кальвина.
- Подвесной голубь символизирует Святой Дух (Рим. 5:16). Как уже писалось выше, во времена преследований голубь заменялся жемчугом, который символизировал слезу.